# Обрен Ивковић
Обрен Ивковић (Доњи Дрежањ, код Невесиња, 19. децембар 1911 – Доњи Дрежањ, код Невесиња, 17. јун 1972), учесник Народноослободилачке борбе и народни херој Југославије.

## Биографија
Рођен је 19. децембра 1911. године у селу Доњи Дрежањ, код Невесиња. Потицао је из сиромашне сељачке породице и није могао да се школује, па је уписао Пешадијску подофицирску школу у Загребу.
Као подофицир Југословенске војске, највише је службовао у Требињу, где је почео да се дружи са неким члановима Комунистичке партије и преко њих се упознао са идејама револуционарног радничког покрета и тада илегалне Комунистичке партије Југославије (КПЈ). Пред почетак рата је постао симпатизер КПЈ.
Априлски рат, 1941. године га је затекао у Црној Гори, на положајима према Албанији. После капитулације Југословенске војске, избегао је заробљавање и вратио се у родно село. Одмах је почео да политички делује и да сељацима, који су били огорчени због брзе капитулације и пропасти земље, објашњава узроке априлске катастрофе и да их упознаје са ставовима комуниста о рату и издаји земље. Убрзо је постао личност око које су се окупљали мештани, очекујући спас у време отворених усташких претњи да ће истребити Србе у Херцеговини. По његовим саветима, сељаци су склањали и скривали оружје од Италијана и усташа и припремали се за отпор.
Када су усташе, 3. јуна 1941, пошле у село Дрежањ у намери да убијају и пљачкају његове житеље, Обрен је са групом мештана организовао и пружио отпор усташама. Овај пример потом су следила и остала села у невесињском срезу, а затим и у целој источној Херцеговини. Након чега је током јуна 1941. године дошло до отвореног устанка у Херцеговини. Обрен је био један од организатора и руководилаца оружане борбе у невесињском срезу.
У првим борбама показао је организаторске и војничке способности. После низа пораза, непријатељ је тражио преговоре, јер се устанак војнички није могао сломити. У тим преговорима, учествовао је и Обрен. Иако је иза себе имао малобројне и слабо наоружане устанике, он је отворено тражио услове – уклањање усташке власти из невесињског среза и извођење пред суд усташа, који су учествовали у злочинима.
Од јула 1941. године, повезао са члановима Окружног комитета КПЈ за Херцеговину и са њима радио на организовању партизанских јединица и организовању оружане борбе у невесињском срезу. Када је септембра 1941. године био формиран Први партизански батаљон “Невесињска пушка” постављен је за заменика команданта батаљона. Због своје популарности, коју је имао међу народом невесињог среза знатно је утицао на то да се многи борци и сељаци определе за Народноослободилачки покрет (НОП), а од краја 1941. је активно радио на разбијању четничке пропаганда против НОП-а.
Због своје активности и заслуга током устанка, као и привржености Народноослободилачком покрету, средином децембра 1941. године је био примљен је у чланство Комунистичке партије Југославије (КПЈ). Од априла 1942. године је био командант Петог ударног батаљона Севернохерцеговачког партизанског одреда. У пролеће 1942, извесно време се налазио на дужности заменика команданта Штаба НОП одреда северне Херцеговине.
Његов батаљон је марта 1942. године је у неколико сукоба потукао Италијане у североисточној Херцеговини. Потом се средином јуна истакао у борбама против четника. Посебно се истакао у борбама са четницима на Гату, када је његов батаљон омогућио повлачење партизанских снага у правцу Сутјеске.
Приликом похода главнине партизанских снага са Централном болницом у западну Босну, јуна 1942. године, његов батаљон је на планини Трескавици на јуриш заузео врхове планине, одбацио непријатеља и тиме омогућио несметан пролазак бораца и рањеника. Када је 10. августа 1942. године формирана Десета херцеговачка ударна бригада, његов батаљон је укључен у њен састав, а он је постављен за команданта Другог батаљона.
Са Десетом херцеговачком бригадом, је учествовао у бројним борбама у централној и западној Босни – око Прозора, Купреса и др. Као већ искусан борац и руководилац, фебруара 1943. године је био постављен за заменика команданта Прве далматинске ударне бригаде. Са Првом далматинском бригадом је учествовао у тешким борбама током Чертврте непријатељске офанзиве, на Неретви и током Пете непријатељске офанзиве, на Сутјесци. После тешких борби на Сутјесци, са групом бораца и чланова Врховног штаба успео је да се пробије у Херцеговину и ступи у Десету херцеговачку бригаде, где је поново био командант Другог батаљона.
Септембра 1943. године постао је командант Друге групе ударних батаљона Херцеговине, а формирањем 29. херцецеговачке ударне дивизије новембра 1943. постао је командант Једанаесте херцеговачке ударне бригаде. Са овом бригадом, учествовао је у борбама против Немаца, четника и усташа у Херцеговини и Црној Гори. У нападу на Билећу, средином новембра 1943. године, био је тешко рањен у обе ноге, па се дуго лечио у партизанским болницама.
После изласка из болнице, радио је у Команди подручја 29. херцеговачке дивизије у Гацку, а пред крај рата је био начелник Штаба Босанскохерцеговачке дивизије Корпуса народне одбране Југославија (КНОЈ).
После ослобођења Југославије, налазио се на дужности начелника Трећег одељења Корпуса народне одбране у Београду, све до 1947. године. Потом је завршио Војну академију у Београду и постао начелник Трећег одељења Седме армије у Сарајеву. Потом се до 1959. године налазио на функцији помоћника команданта подручја у Бањалуци, када је у чину пуковника отишао у пензију.
Своје пензионерске дане проводио је у Београду и свом родном крају, за који је изузетно био везан. Изненада је умро 17. јуна 1972. године у свом родном селу Доњи Дрежањ, где је и сахрањен.
Носилац је Партизанске споменице 1941. и других југословенских одликовања, међу којима су — Орден братства и јединства првог реда, Орден партизанске звезде другог реда, Орден за храброст и др. Орденом народног хероја одликован је 24. јула 1953. године.